# 平田真吾
平田 真吾（ひらた しんご、1989年8月29日 - ）は、山口県下関市出身のプロ野球選手（投手）。右投右打。横浜DeNAベイスターズの球団スタッフを務めつつ、選手としてベースボール・ユナイテッドのカラチ・モナークスに所属している。

## 経歴

### プロ入り前
小学生の頃にソフトボールを始め、中学時代は軟式野球部に所属。山口県立豊北高等学校時代は目立った結果を残せず、北九州市立大学に進学後も3年秋のリーグ戦まではわずか1試合しか登板できずにいた。しかし、4年秋のリーグ戦では5勝0敗、防御率1.15を記録し敢闘賞。2012年、Honda熊本硬式野球部へ入部。
2年目に日本選手権初戦で0-1で惜敗するも完投した。
2013年10月24日に行われたドラフト会議では、横浜DeNAベイスターズから2位指名を受け、契約した。背番号は34。

### DeNA時代

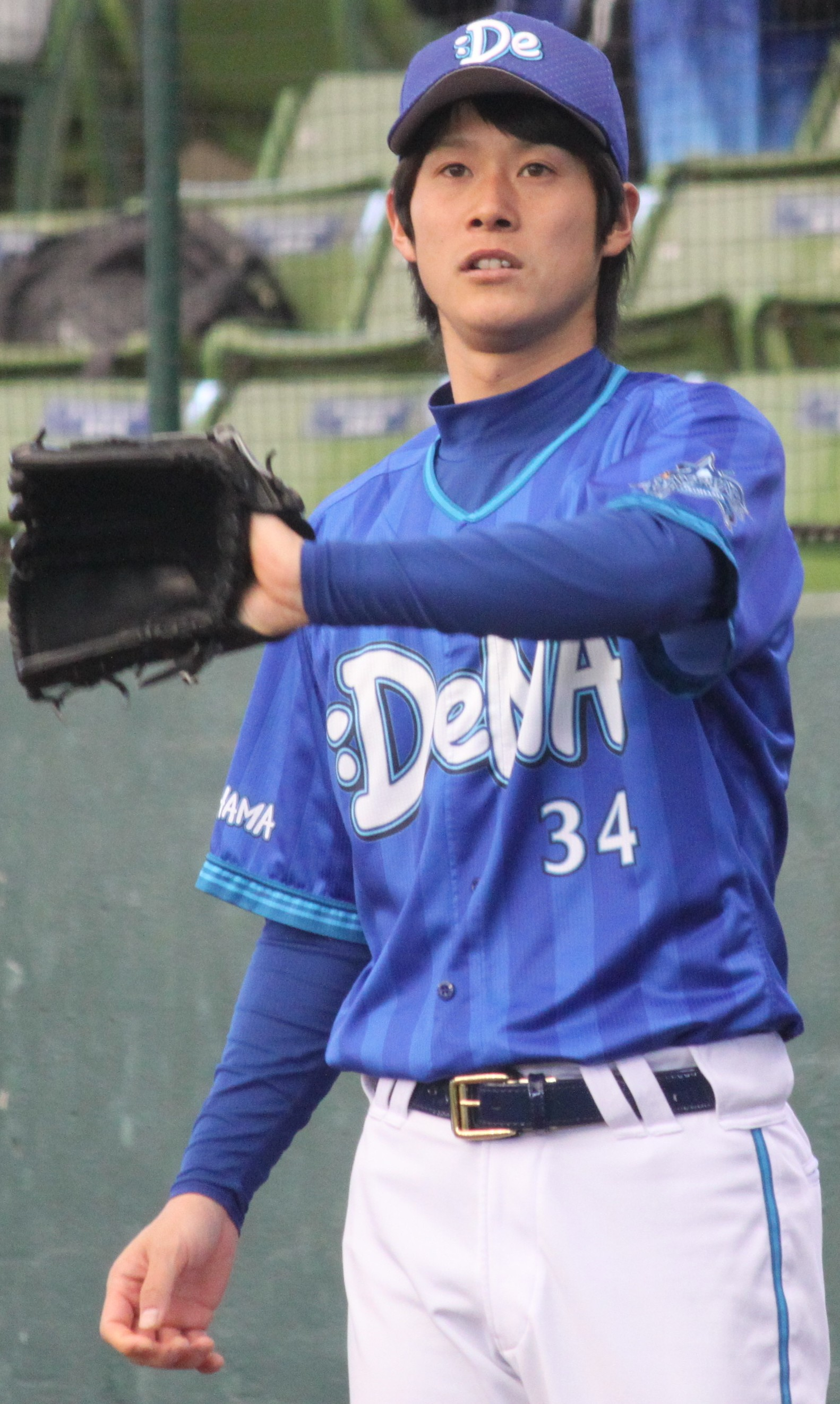
2014年3月23日、西武ドームにて

2014年は春季キャンプ・オープン戦にて首脳陣から評価を得て、ルーキーイヤーの開幕を一軍で迎えることになった。3月28日の東京ヤクルトスワローズ戦（明治神宮野球場）でプロ入り初登板を果たし、1回を無失点に抑えた。しかし、2試合目の登板となった4月2日の読売ジャイアンツ戦（横浜スタジアム）では一死満塁のピンチを招き降板。後続の山口俊も打ち込まれ、この回1イニング10失点を喫する要因となった（負け投手は山口）。即座に一軍登録を抹消されるものの、7月に一軍復帰した後は7試合の登板で11回2/3を投げ、防御率0.77と持ち直した。
2015年6月6日の埼玉西武ライオンズ2回戦で9回に登板し、プロ野球史上17人目となる1イニング4奪三振を記録した。この年は6月にシーズン初昇格すると、6月・7月と続けて防御率0点台と好投を続けたが、8月2日の広島東洋カープ戦、8月4日の中日ドラゴンズ戦と、続けて打ち込まれて敗戦投手になってしまい、最終的には28試合の登板で、防御率3.38に終わった。
2016年は二軍で30試合に登板して2勝0敗11セーブ、35回を投げて防御率1.03と成績を残した。しかし一軍では登板した全ての試合で失点するなど精彩を欠き、4試合で防御率21.60という成績に終わった。
2017年はオープン戦では8試合8回1/3を投げ防御率1.04の成績を残し、ルーキーイヤー以来となる開幕一軍は逃すも、4月1日に一軍登録。9月まで防御率2点台と好調を維持し、ロングリリーフを中心に自己最多の33試合に登板した。チーム19年ぶりの進出となった福岡ソフトバンクホークスとの日本シリーズでも第1戦（福岡ヤフオク！ドーム）で登板し、三者凡退に抑えた。
2018年は4月11日の巨人戦（東京ドーム）でプロ入り初の先発投手として起用され、5回無失点と好投した（勝ち負けつかず）。その後は敗戦処理などで起用されたが、防御率は6点台と前年よりも悪化した。
2019年も前年同様に敗戦処理として8試合に登板。8試合中5試合で失点し、防御率も9点台と振るわなかった。オフに阪口皓亮、大貫晋一、笠井崇正とともにオーストラリアン・ベースボールリーグのキャンベラ・キャバルリーへ派遣された。
2020年は4年ぶりに開幕一軍入りを果たし、シーズン終了まで一軍に帯同。中継ぎ陣の一角として好投を続けた。また、今永昇太や平良拳太郎ら先発陣に故障者が続出していた経緯もあり、10月7日の巨人戦（東京ドーム）でプロ2試合目の先発登板を果たすと、5回2失点7奪三振と好投し通算130試合目の登板でプロ初勝利を挙げた。130試合でのプロ初勝利は、2000年の大阪近鉄バファローズの柴田佳主也が記録した168試合目、2017年に中日の祖父江大輔が記録した142試合目に続く歴代3番目の遅さである。最終的には一度も二軍に落ちることなくシーズンを終え、キャリアハイとなる43試合の登板で1勝1敗、11ホールド、防御率2.84の成績を残した。12月9日の契約更改では940万円増の年俸2200万円(推定)でサインした。
2021年は2年連続で開幕一軍入りを果たすも、安定感に欠ける投球が続き、5月以降は登板機会自体が減少した。9月29日のヤクルト戦(神宮)でプロ初セーブを挙げるなど、最後は7試合連続無失点でシーズンを終えたものの、38試合の登板で防御率4.10と前年よりも成績がやや悪化した。11月4日には横浜市内の病院で右肘のクリーニング手術を行ったことが球団から発表された。
2022年は手術の影響で春季キャンプから二軍スタートとなり調整を続けていたが、3月25日に新型コロナウイルスの陽性が判明し開幕から出遅れる。その後、4月19日の二軍の巨人戦で実戦復帰し、4月23日に一軍登録され中継ぎでの登板を続ける。セットアッパーのエドウィン・エスコバーや伊勢大夢の連投が続くと、入江大生とともに勝ちパターンの一角を担った。8月17日の巨人戦（横浜スタジアム）では、先発の濵口遥大の後を受けて同点の6回に登板すると、逆転を呼び込む好リリーフを見せ、キャリアハイとなる4勝目を挙げた。しかし、自己最多登板を更新し疲労が重なった9月は打ち込まれることが増え、3点台だった防御率も悪化し、9月18日から疲労を考慮され一時出場選手登録を外された。最終的に自己最多の47試合を投げ、4勝3敗10ホールド、防御率は4.29となった。シーズン終了後の10月20日、横浜市内の病院にて右肘尺骨神経前方移行術を行った。11月25日の契約更改では1000万円増の推定年俸3300万円でサインした。
2023年中に手術から復帰し、二軍で調整を続けた。5月18日に一軍に合流したが、登板機会のないまま28日に登録抹消となった。その後も二軍で登板を重ね、29試合の登板で29奪三振、防御率2.51の成績を残していたが、一軍再昇格のないまま、10月3日に球団より翌年の契約を結ばないことが発表された。

### ベースボール・ユナイテッド
2023年10月23日、2024年秋以降にリーグ開始予定の中東・南アジアのベースボール・ユナイテッドのドラフト会議にて、カラチ・モナークスより5巡目（全体34位）で指名を受けた。
同年11月25日、アラブ首長国連邦・ドバイで行われたオールスター・ショーケース第2戦に東軍の2番手として登板し、2イニングを投げて被安打3・2失点で勝利投手となった。12月2日、DeNAの球団アナリストに就任することが発表されたが、並行してモナークスで現役を続行する。

## 選手としての特徴
最速151km/hを誇るストレートと切れのあるスライダーやフォークボール、カーブ、ツーシームを投げる。また、カットボールを2019年オフのオーストラリア・リーグ遠征の際に習得した。

## 人物
ドラフト指名後の2013年に一般女性と結婚。入寮時には新妻を地元に残しての上京となった。
プロ初勝利を挙げた2020年10月7日の試合中には、Twitter上で「#平田真吾初勝利チャレンジ」なるハッシュタグがトレンド入りし、最高2位にランクインしている。

## 詳細情報

### 年度別投手成績
| 年 度     | 球 団     | 登 板 | 先 発 | 完 投 | 完 封 | 無 四 球 | 勝 利 | 敗 戦 | セ 丨 ブ | ホ 丨 ル ド | 勝 率 | 打 者 | 投 球 回 | 被 安 打 | 被 本 塁 打 | 与 四 球 | 敬 遠 | 与 死 球 | 奪 三 振 | 暴 投 | ボ 丨 ク | 失 点 | 自 責 点 | 防 御 率 | W H I P |
| --------- | --------- | ----- | ----- | ----- | ----- | -------- | ----- | ----- | -------- | ----------- | ----- | ----- | -------- | -------- | ----------- | -------- | ----- | -------- | -------- | ----- | -------- | ----- | -------- | -------- | ------- |
| 2014      | DeNA      | 9     | 0     | 0     | 0     | 0        | 0     | 0     | 0        | 0           | ----  | 50    | 13.0     | 9        | 1           | 5        | 0     | 1        | 7        | 2     | 0        | 5     | 5        | 3.46     | 1.08    |
| 2015      | DeNA      | 28    | 0     | 0     | 0     | 0        | 0     | 2     | 0        | 4           | .000  | 140   | 32.0     | 29       | 2           | 14       | 0     | 1        | 27       | 4     | 0        | 12    | 12       | 3.38     | 1.34    |
| 2016      | DeNA      | 4     | 0     | 0     | 0     | 0        | 0     | 0     | 0        | 0           | ----  | 21    | 3.1      | 7        | 2           | 3        | 0     | 1        | 2        | 0     | 0        | 9     | 8        | 21.60    | 3.00    |
| 2017      | DeNA      | 33    | 0     | 0     | 0     | 0        | 0     | 1     | 0        | 1           | .000  | 157   | 36.1     | 32       | 5           | 17       | 0     | 4        | 29       | 2     | 1        | 19    | 19       | 4.71     | 1.35    |
| 2018      | DeNA      | 17    | 1     | 0     | 0     | 0        | 0     | 0     | 0        | 0           | ----  | 116   | 25.2     | 35       | 3           | 6        | 0     | 0        | 27       | 0     | 0        | 19    | 19       | 6.66     | 1.60    |
| 2019      | DeNA      | 8     | 0     | 0     | 0     | 0        | 0     | 0     | 0        | 1           | ----  | 48    | 9.2      | 15       | 2           | 4        | 0     | 2        | 11       | 0     | 0        | 11    | 10       | 9.31     | 1.97    |
| 2020      | DeNA      | 43    | 1     | 0     | 0     | 0        | 1     | 1     | 0        | 11          | .500  | 195   | 44.1     | 38       | 2           | 25       | 3     | 2        | 46       | 3     | 0        | 16    | 14       | 2.84     | 1.42    |
| 2021      | DeNA      | 38    | 0     | 0     | 0     | 0        | 2     | 0     | 1        | 3           | 1.000 | 185   | 41.2     | 41       | 6           | 21       | 1     | 2        | 34       | 1     | 0        | 21    | 19       | 4.10     | 1.62    |
| 2022      | DeNA      | 47    | 0     | 0     | 0     | 0        | 4     | 3     | 0        | 10          | .571  | 180   | 42.0     | 47       | 5           | 8        | 0     | 2        | 39       | 0     | 0        | 21    | 20       | 4.29     | 1.31    |
| 通算：9年 | 通算：9年 | 227   | 2     | 0     | 0     | 0        | 7     | 7     | 1        | 30          | .500  | 1092  | 248.0    | 253      | 28          | 103      | 4     | 15       | 222      | 12    | 1        | 133   | 126      | 4.57     | 1.44    |

- 2023年度シーズン終了時

### 年度別守備成績
| 年 度 | 球 団 | 投手  | 投手  | 投手  | 投手  | 投手  | 投手     |
| 年 度 | 球 団 | 試 合 | 刺 殺 | 補 殺 | 失 策 | 併 殺 | 守 備 率 |
| ----- | ----- | ----- | ----- | ----- | ----- | ----- | -------- |
| 2014  | DeNA  | 9     | 1     | 1     | 0     | 0     | 1.000    |
| 2015  | DeNA  | 28    | 2     | 8     | 0     | 0     | 1.000    |
| 2016  | DeNA  | 4     | 0     | 1     | 0     | 0     | 1.000    |
| 2017  | DeNA  | 33    | 1     | 6     | 0     | 1     | 1.000    |
| 2018  | DeNA  | 17    | 0     | 7     | 0     | 1     | 1.000    |
| 2019  | DeNA  | 8     | 0     | 0     | 0     | 0     | ----     |
| 2020  | DeNA  | 43    | 3     | 5     | 0     | 0     | 1.000    |
| 2021  | DeNA  | 38    | 4     | 4     | 0     | 1     | 1.000    |
| 2022  | DeNA  | 47    | 2     | 6     | 1     | 1     | .889     |
| 通算  | 通算  | 227   | 13    | 38    | 1     | 4     | .981     |

- 2023年度シーズン終了時

### 記録
初記録
投手記録
- 初登板：2014年3月28日、対東京ヤクルトスワローズ1回戦（明治神宮野球場）、7回裏に4番手で救援登板、1回無失点
- 初奪三振：2014年7月21日、対中日ドラゴンズ11回戦（横浜スタジアム）、2回表に荒木雅博から空振り三振
- 初ホールド：2015年6月12日、対北海道日本ハムファイターズ1回戦（札幌ドーム）、9回裏に5番手で救援登板、1回無失点
- 初先発登板：2018年4月11日、対読売ジャイアンツ2回戦（東京ドーム）、5回無失点で勝敗つかず
- 初勝利・初先発勝利：2020年10月7日、対読売ジャイアンツ17回戦（東京ドーム）、5回2失点7奪三振
- 初セーブ：2021年9月29日、対東京ヤクルトスワローズ22回戦（明治神宮野球場）、9回裏一死に8番手で救援登板・完了、2/3回無失点

打撃記録
- 初打席：2014年7月21日、対中日ドラゴンズ11回戦（横浜スタジアム）、2回裏に岩田慎司から三振

その他の記録
- 1イニング4奪三振：2015年6月6日、対埼玉西武ライオンズ2回戦（横浜スタジアム）、9回表にエルネスト・メヒア・森友哉・渡辺直人（振り逃げ）・斉藤彰吾から ※史上17人目

### 背番号
- 34（2014年 - 2023年）